# Zodarion emarginatum
Zodarion emarginatum là một loài nhện trong họ Zodariidae.
Loài này thuộc chi Zodarion. Zodarion emarginatum được Eugène Simon miêu tả năm 1873.